# 가와지

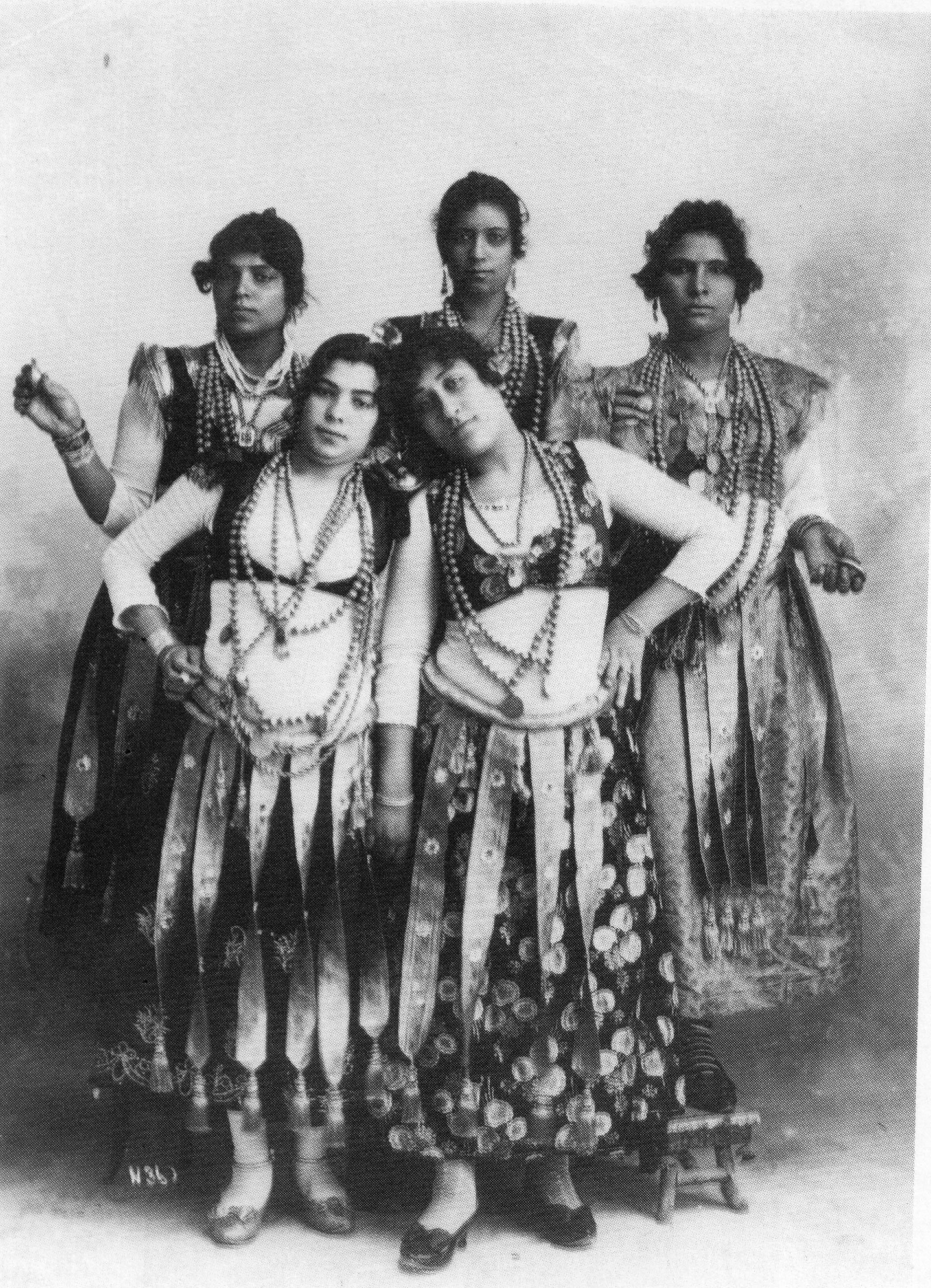
1880년경에 이집트에서 활동했던 가와지 무용가들의 모습

가와지(이집트 아랍어: الغوازي, Ghawazi, Ghawazee)는 이집트에서 돈을 받고 춤을 추는 여자 무용가들을 묘사하는 관행이다. 남자의 경우에는 "카왈"이라고 부른다.

## 역사
가와지(아랍어: غوازي)는 아랍어로 "정복자"를 의미하는데 이는 관객들의 마음을 '정복한다'는 의미를 담고 있다. 처음에는 모든 이집트인들의 일반적인 관습과는 달리 무료로 춤을 추기를 거부했던 소수의 이집트 출신 집시들로 시작되었는데 이러한 생각은 널리 행해지고 널리 알려졌고 펠라힌(Fellahin)이라고 부르는 이집트의 시골 주민들 사이에서 발전되었다. 펠라힌은 이집트의 전통적인 시골 노래에 화려한 드레스를 접목시켰다.
가와지는 이집트에서 특정한 집의 궁정, 거리, 문 앞에서 공연을 했고 하렘에서 축제가 열린 경우에도 공연을 했다. 가와지는 하렘에 들어간 적이 없었지만 파티에 참석한 남자들을 즐겁게 하기 위해 동원되었다. 여자와 남자 모두 오락을 즐겼지만 보다 종교적이거나 높은 계급을 가진 많은 사람들의 반대를 사기도 했다.
이집트에서는 많은 사람들이 가와지의 춤을 좋아했지만 이러한 방식으로 자신을 노출해서는 안 되는 여자들이 성적이고 관능적인 춤을 추기 때문에 부적절하다고 느꼈다. 이 때문에 카왈(Khawal)이라고 부르는 젊은 여장 남자 무용가들이 가와지의 춤을 따라했다. 1834년에 오스만 제국의 이집트 총독이었던 무함마드 알리가 카이로에서 활동하던 가와지들이 저질스러운 춤을 춘다는 사실을 못마땅하게 여기면서 상이집트 지방으로 추방시켰다. 이에 따라 가와지는 알마(Almah)라는 용어로 바뀌게 되었다. 19세기 초반부터 유럽에서는 가와지 무용가들에 대한 오리엔탈리즘 묘사가 유명했는데 이는 유럽에서 벨리댄스가 널리 알려지는 계기가 된다.

## 특징
상이집트 지방 주민들은 이집트의 수년 동안에 걸쳐 이집트의 미즈마르 플루트, 비단과 같은 케나·아시우트의 전통 직물인 텔리로 만든 전통 여성복과 함께 상이집트 지방만의 춤을 연마하고 발전시켰다. 상이집트 지방의 무용가들은 미즈마르 연주자, 가수와 함께 상이집트 아랍어로 민요를 노래하고 해설을 하면서 동네에서 인기 있는 사랑 이야기를 들려준다.
가와지 무용가들은 이집트의 토착 전문 무용가들 가운데 하나로서 엉덩이의 빠른 움직임, 핑거 심벌즈·핸드 캐스터네츠 사용이 특징이다. 이러한 전통적인 연예인들은 시간이 지날수록 점점 더 찾기 힘들어지고 있다. 현대 이집트에서 발견되는 가장 인기 있는 가와지 그룹으로는 룩소르 지방의 바나트 마진(이집트 아랍어: بنات مازن, Banat Mazin), 나일강 삼각주 지방의 숨바티 가와지(이집트 아랍어: غوازي السنباطي, Sumbati Ghawazee)가 있다. 바나트 마진은 상이집트의 전통적인 빈티지 스타일을 가진 의상으로 유명하다. 사가트라고 부르는 핑거 심벌즈는 선택적이지만 상이집트 스타일에서 권장하고 있다.
이집트에서 공연되는 전통적인 벨리댄스인 라크스 샤르키(Raqs Sharqi)는 고전 발레나 라틴 댄스와 같이 보다 형식적이고 고전적인 서양 스타일의 영향을 받은 춤인 반면에 이집트에서 가와지라는 용어는 18세기부터 19세기까지 전통적인 스타일을 보존해 온 이집트의 시골 지방에서 활동했던 무용가들을 가리킨다.